# Agustín Bardi
Agustín Bardi (Las Flores, Buenos Aires, 13 de agosto de 1884-21 de abril de 1941) fue un músico de tango argentino, que se destacó como compositor, pianista y violinista, muy representativo del período conocido como guardia vieja. Ha sido considerado un genio musical, y uno de los compositores claves para la evolución del tango hacia su era de oro.

## Biografía
Bardi se inició en la música de niño, como mascota de una murga de carnaval, “Los Artesanos de Barracas”, de donde le quedó su alias de "Mascotita". Trabajó desde niño, llegando a ser gerente de una casa de comercio; alternó su empleo con la actividad musical.
Su primer grupo fue un trío con Genaro Espósito (bandoneón) y José Camarano (guitarra), en el que él tocaba inicialmente el violín, pero luego cambió por el piano, y que alcanzó bastante reconocimiento. Se instalaron en La Boca, donde tocaron en varios bares. En 1912 escribió su primer tango, “Vicentito” (dedicado a Vicente Greco) aunque no sabía escribir música.
Integró las orquestas de Vicente Greco, Eduardo Arolas y Francisco Canaro. Se relacionó con Samuel Castriota, presentándose ambos en el conocido salón Armenonville, principal centro de difusión del tango,  y en el Centro de Almaceneros. Mantuvo también una sólida relación con Vicente Greco.
Falleció en 1941 de un ataque cardíaco en la vereda. Su tumba se encuentra en el cementerio de Ezpeleta. En su memoria Osvaldo Pugliese escribió "Adiós Bardi" y Horacio Salgán "A Don Agustín Bardi".

## Principales tangos
Algunos de los principales tangos que compuso fueron:
- "Nunca tuvo novio"
- "Cabecita negra"
- "Independiente Club"
- "Lorenzo"
- "Gallo ciego"
- "¡Qué noche!"
- "La última cita"

## Grabaciones y homenajes
En 2005 la orquesta Vale Tango, dirigida por Andrés Linetzky, lanzó un disco titulado Bardi, íntegramente dedicado al compositor. Por otra parte, en Las Flores, su ciudad natal, se formó la "Orquesta Típica Agustín Bardi" en su homenaje.